# Seven Seas Navigator
Die Seven Seas Navigator ist ein 1999 in Dienst gestelltes Kreuzfahrtschiff der Luxus-Reederei Regent Seven Seas Cruises.

## Geschichte

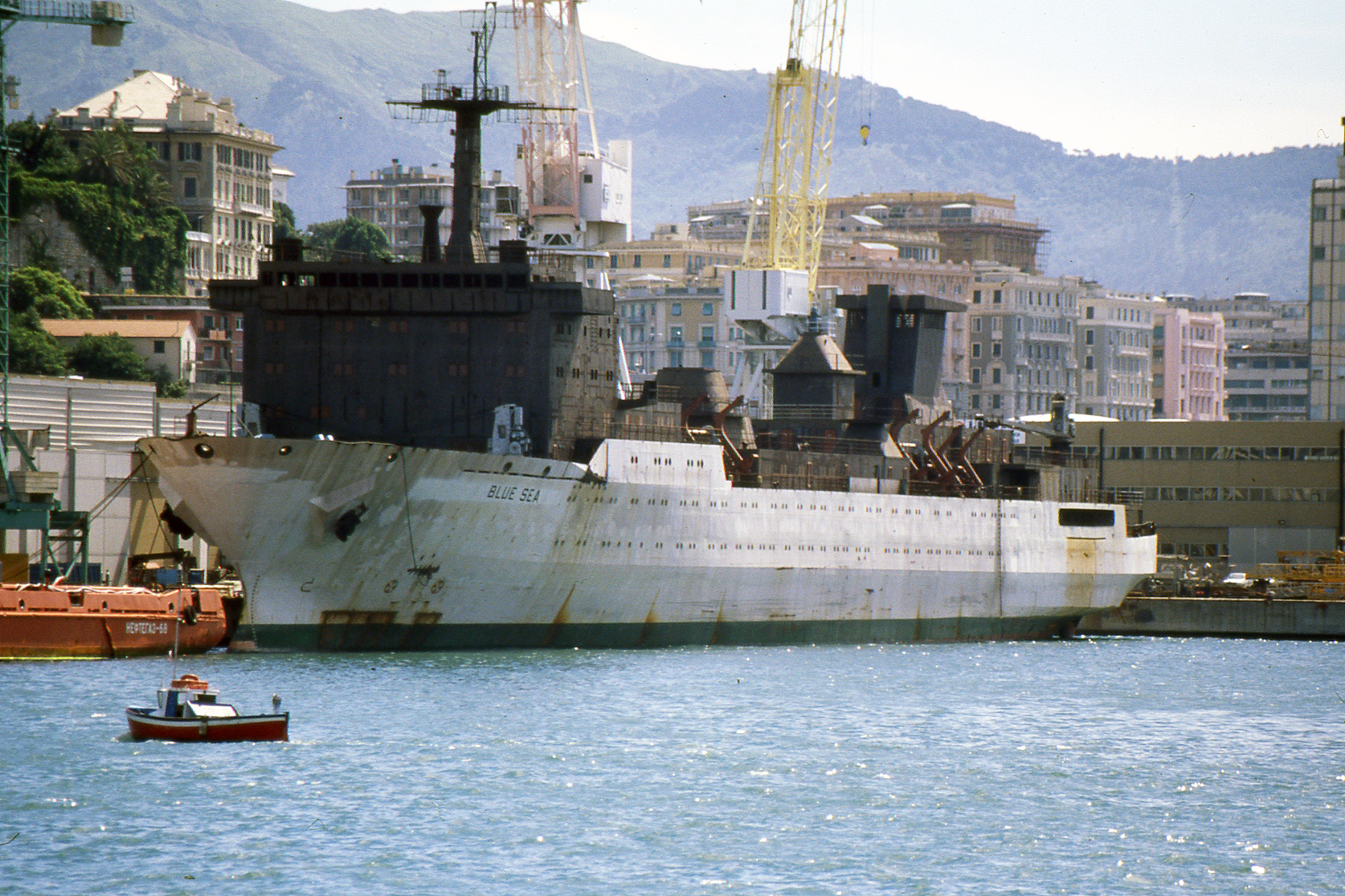
Das Schiff als Blue Sea in der Werft in Genua

Das Schiff wurde ursprünglich als sowjetisches Forschungs- und Spionageschiff für die Überwachung westlicher Satelliten geplant und unter dem Namen Akademik Nikolay Pilyugin, benannt nach dem Raumfahrtingenieur Nikolai Alexejewitsch Piljugin, am 12. April 1988 auf der Admiralitätswerft in Leningrad kielgelegt. Der Bau wurde auch nach dem Zusammenbruch der Sowjetunion fortgesetzt und das Schiff letztlich am 24. August 1991 zu Wasser gelassen. Im November 1993 wurden die Arbeiten am Schiff doch eingestellt und das Schiff später an die Werft T. Mariotti in Genua verkauft. Unter Aufsicht von V.Ships Leisure wurde das Schiff in Blue Sea umbenannt und im Juli 1997 nach Genua geschleppt. Im März 1998 schloss Radisson Seven Seas Cruises mit der Werft einen Vertrag zum Umbau des Schiffes zum Kreuzfahrtschiff mit Ablieferung im September 1999. Am 25. August 1999 wurde es von der Reederei übernommen.
Die Jungfernfahrt des Schiffes begann am 7. September 1999. Am 19. Oktober 1999 wurde es in Port Everglades von der Unternehmerin Marilyn Carlson Nelson, CEO von Carlson Companies als Muttergesellschaft von Radisson Seven Seas Cruises, getauft.
Im Film After the Sunset aus dem Jahr 2004 dient das Schiff als Nebenschauplatz. Während des Super Bowl 2005 in Jacksonville, Florida wurde die Seven Seas Navigator als Hotelschiff eingesetzt.
Im Oktober 2011 wurde das Schiff auf die Bahamas umgeflaggt.
Im März 2025 gab Regent Seven Seas Cruises bekannt, dass das Schiff seine letzte Kreuzfahrt für die Reederei im Oktober 2026 absolvieren werde. Es soll zu einem Residenzschiff mit zu vermietenden oder zu verkaufenden Privatwohnungen umgebaut und ab Dezember 2026 an den Luxus-Anbieter Crescent Seas verchartert werden, zusätzlich gibt es eine Kaufoption.

## Ausstattung
Das Schiff verfügt über drei Restaurants, vier Lounges, ein Casino, ein Pooldeck mit Swimmingpool und zwei Whirlpools, einen Spa- und Wellnessbereich. Es kann bei 345 Besatzungsmitgliedern insgesamt 490 Passagiere beherbergen, die in den 245 Außenkabinen untergebracht werden.